# Glück auf Umwegen
Glück auf Umwegen ist ein belgisch-französischer Film aus dem Jahre 2010. Es handelt sich um eine romantische Komödie.
Im Original heißt der Film La Chance de ma vie, ins Deutsche übersetzt so viel wie Die Chance meines Lebens.

## Handlung
Julien macht viele Frauen als brillanter Eheberater glücklich. Bei den Frauen, die mit ihm zusammen sind, ist es anders. Sobald er einer näher kommt, passiert ein Unglück. Sein bester Freund ist Vincent, ein Chirurg.
Dann lernt Julien Joanna, eine Designerin, auf einer Hochzeit kennen und versucht ihr näher zu kommen, verliert sie dann aber aus den Augen. Etwas später kommt Joanna mit ihrem Ehemann in die Ehetherapie. Kurz darauf trennt sie sich von ihrem Mann und kommt mit Julien zusammen. Bei einem Wochenende bei Juliens Eltern merkt Joanna, als das Elternhaus plötzlich abbrennt, dass Julien anderen Pech bringt. Joanna vertauscht die Taschen. Ihre Tasche mit den Entwürfen versenkt sie in einem Brunnen und muss den Dildo in der anderen Tasche als Autoentwurf präsentieren.
Julien wird es zu viel und er zieht sich in ein Zisterzienserkloster zurück, um keiner Frau mehr zu begegnen. Doch für Joanna stellt sich das Unglück als Weg zum Glück heraus. Als Julien seine Mailbox abhört, meint er, Joanna heiratet. Daraufhin macht er sich auf den Weg zur Hochzeit. Dort heiratet aber nicht Joanna, sondern ein anderes Paar. Julien und Joanna machen sich auf den Weg in ihr gemeinsames Glück.

## Synchronisation
Die Synchronisation führte die Deutsche Synchron Film in Berlin durch. Dialogregie und Dialogbuch machte Monica Bielenstein
| Darsteller               | Sprecher        | Rolle           |
| ------------------------ | --------------- | --------------- |
| Virginie Efira           | Katrin Fröhlich | Joanna Sorini   |
| François-Xavier Demaison | Uwe Büschken    | Julien Monnier  |
| Yves Jacques             | Helmut Gauß     | Maxime Dupont   |
| Elie Semoun              | Stefan Krause   | Philippe Markus |

## Produktion
Der Film wurde in Belgien und in Frankreich gedreht. Die Segelszene wurde auf dem Genfersee gedreht.
Premiere hatte der Film am 5. November 2010 auf den Festival du Film de la Réunion. Am 5. Januar kam er in die französischen und den belgischen Kinos.
2013 erschien mit Stai lontana da me ein italienisches Remake.